# 小原伊佐美
小原 伊佐美（おばら いさみ、1944年2月15日 - 2024年1月15日）は、日本中央競馬会・栗東トレーニングセンターに所属していた元調教師および元騎手。実子小原義之は元騎手・現調教助手。

## 来歴
1961年、京都競馬場・坂口正二厩舎所属の騎手見習いとなる。
1962年、騎手免許を取得し、同厩舎より騎手デビューする。
1970年、京都競馬場（のちに栗東トレーニングセンター）・内田繁三厩舎所属となる。
1977年、騎手を引退し、栗東・吉永猛厩舎所属となり調教助手に転身する。騎手成績は中央競馬通算1814戦174勝。
1979年、調教師免許を取得する。
1980年、厩舎を開業し、10月18日に阪神競馬場で管理馬が初出走し、ハンキツヨシが7着となる。
1981年、タマモコウリュウが3月28日に阪神競馬場で勝利を挙げ、管理馬が延べ51頭目で初勝利を挙げた。
1987年、12月6日の鳴尾記念をタマモクロスが制し、管理馬が重賞競走初勝利を挙げた。
1988年、4月29日の天皇賞（春）をタマモクロスが制し、管理馬がGI競走初勝利を挙げた。さらに1988年度のJRA賞最多賞金獲得調教師を受賞した。
2014年、調教師を引退した。
2024年1月15日に病気のため死去。同月27日に日本調教師会関西本部が発表した。79歳没。

## 騎手成績
|            | 日付           | 競走名         | 馬名             | 頭数 | 人気 | 着順 |
| ---------- | -------------- | -------------- | ---------------- | ---- | ---- | ---- |
| 重賞初騎乗 | 1963年4月10日  | スワンS        | ヨシシオ         | 14頭 | 14   | 13着 |
| GI級初騎乗 | 1964年4月5日   | 桜花賞         | アムビジヨン     | 23頭 | 19   | 10着 |
| 重賞初勝利 | 1968年10月13日 | タマツバキ記念 | ホウシュウヒカリ | 19頭 | 8    | 1着  |

### 主な騎乗馬
- ホウシュウヒカリ（1968年タマツバキ記念（秋））
- サトヒカル（1968年ハリウッドターフクラブ賞2着、京阪杯3着）
- キンセンオー（1970年日本経済新春杯、金杯2着）
- シバデンコウ（1971年サンケイ大阪杯3着）

## 調教師成績
|                  | 日付           | 競走名       | 馬名             | 頭数 | 人気 | 着順 |
| ---------------- | -------------- | ------------ | ---------------- | ---- | ---- | ---- |
| 初出走           | 1980年10月18日 | -            | ハンキツヨシ     | -    | -    | 9着  |
| 初勝利           | 1981年3月28日  | -            | タマモコウリュウ | -    | -    | 1着  |
| 重賞初出走       | 1981年8月31日  | 小倉3歳S     | ハンキハンザー   | 16頭 | 11   | 9着  |
| 重賞初勝利       | 1987年12月6日  | 鳴尾記念     | タマモクロス     | 13頭 | 3    | 1着  |
| GI初出走・初勝利 | 1988年4月29日  | 天皇賞（春） | タマモクロス     | 18頭 | 1    | 1着  |

### 主な管理馬
- タマモクロス（1987年 鳴尾記念、1988年 スポーツニッポン賞金杯、阪神大賞典、天皇賞（春）、宝塚記念、天皇賞（秋））
- トーアファルコン（1988年 CBC賞）
- ロンシャンボーイ（1993年 京阪杯、高松宮杯）
- ルーブルアクト（1993年 鳴尾記念）
- ホクセイアンバー（1994年 小倉記念）
- タマモモノノフ（1994年 小倉障害ステークス）
- タマモイナズマ（1999年 万葉ステークス、ダイヤモンドステークス）
- タマモヒビキ（2002年 小倉大賞典）
- ナナヨーヒマワリ（2008年 マーチステークス）

### 表彰
- JRA賞最多賞金獲得調教師（1988年）

## 厩舎スタッフ
- 小原義之（調教助手）
  - 清山宏明（当時騎手）
  - 内田国夫（調教助手）

## 人物・エピソード
- タマモクロスが藤森特別（当時400万下）を8馬身の圧勝し、一部マスコミから「菊花賞での関西の秘密兵器」と呼ばれたが、先を考えて菊花賞には出走させなかった。
- 代表管理馬のタマモクロスをはじめ、タマモ株式会社が所有する競走馬を管理することが多い。
- 管理馬には息子で厩舎に所属する小原義之を起用していたことが多く、父子で重賞を4勝している。